# Дацюк, Павел Валерьевич
Па́вел Вале́рьевич Дацю́к (род. 20 июля 1978, Свердловск) — российский хоккеист, центральный нападающий. Олимпийский чемпион 2018 года, чемпион мира 2012 года, двукратный обладатель Кубка Стэнли (2002, 2008), обладатель Кубка Гагарина 2017 года, чемпион России 2005 года, бронзовый призёр Олимпийских игр 2002 года. Заслуженный мастер спорта России (с 21 мая 2012).
С 2001 по 2016 годы выступал за клуб НХЛ «Детройт Ред Уингз». Входит в число самых результативных российских хоккеистов НХЛ: занимает шестое место по очкам в регулярных чемпионатах (918), пятое — по результативным передачам (604), а также шестое место по очкам в плей-офф (113). В январе 2017 Дацюк был включён в список 100 величайших хоккеистов за всю историю НХЛ.
На зимних Олимпийских играх 2018 года в Пхёнчхане в составе Олимпийских спортсменов из России стал олимпийским чемпионом и вошёл в «Тройной золотой клуб». Единственный хоккеист в мире, выигравший Олимпийские игры, чемпионат мира, Кубок Стэнли и Кубок Гагарина. Самый возрастной хоккеист, выигравший олимпийское золото (39 лет, 7 месяцев и 5 дней).
Почётный гражданин Екатеринбурга (2018), кавалер ордена Дружбы (2018).
Окончил Институт физической культуры, спорта и молодежной политики УрФУ в 2016 году.
В честь Павла назван ледовый комплекс «Дацюк-арена» в Екатеринбурге.

## Спортивная биография

### Первые годы
Родился в Свердловске в семье рабочих. Отец — Валерий Игнатьевич (умер в 2005 году), автомеханик, мать — Галина Павловна (1947—1994), заведующая столовой на военном заводе. Павел был вторым ребёнком в семье, после старшей (на 10 лет) сестры Ларисы.
Под наставничеством отца начинал играть в хоккей во дворе на Старой Сортировке, где жила семья Дацюков, с восьми лет стал тренироваться в СДЮСШОР «Юность» у Валерия Голоухова.
Когда Дацюку исполнилось 13 лет, Валерий Голоухов устроил его в спортивный интернат, в котором было хорошее питание четырежды в день. Павел Дацюк получил возможность ночевать дома, питаться и заниматься — в интернате. С появлением нового тренера Владимира Крикунова, Голоухов попросил его при необходимости поддерживать воспитанника, в том числе и в денежных вопросах. Хоккеиста Павла Дацюка и его первого тренера Валерия Голоухова всегда связывали очень тёплые отношения.
В 15 лет стал показывать хорошие результаты на чемпионате России и в финале юниорского первенства под руководством своего первого тренера.
В свой первый спортивный профессиональный клуб «Спартак» Дацюк попал благодаря Голоухову. В своих интервью спортсмен заявлял, что очень благодарен тренеру за то, чему он его научил и смог объяснить, что главное в спорте.

### Клубная карьера

#### Начало выступлений в России
Начинал свою карьеру в Екатеринбурге, с сезона 1996/97 играя за «Спартак» (впоследствии переименованный в «Динамо-Энергию»).
27 июня 1998 года 19-летний Дацюк был выбран на драфте НХЛ клубом «Детройт Ред Уингз» в шестом раунде под общим 171-м номером. Перед драфтом Дацюк был практически неизвестен скаутам клубов НХЛ, чем частично объясняется столь поздний выбор.
В декабре 1999 года получил тяжёлую травму колена, после чего перешёл в казанский «Ак Барс». В сезоне 2000/01, восстановившись после травмы, набрал 26 очков (9+17) в 42 матчах за «Ак Барс». «Ак Барс» удачно выступил на первом и втором этапе чемпионата России, но в плей-офф уже в первом раунде неожиданно уступил ярославскому «Локомотиву» в серии до трёх побед (1-3), хотя выиграл первый матч (в этой игре Павел сделал передачу) и вёл 2:0 во втором (эту игру «Ак Барс» уступил по буллитам, несмотря на то, что Дацюк свою попытку реализовал).

#### Национальная хоккейная лига

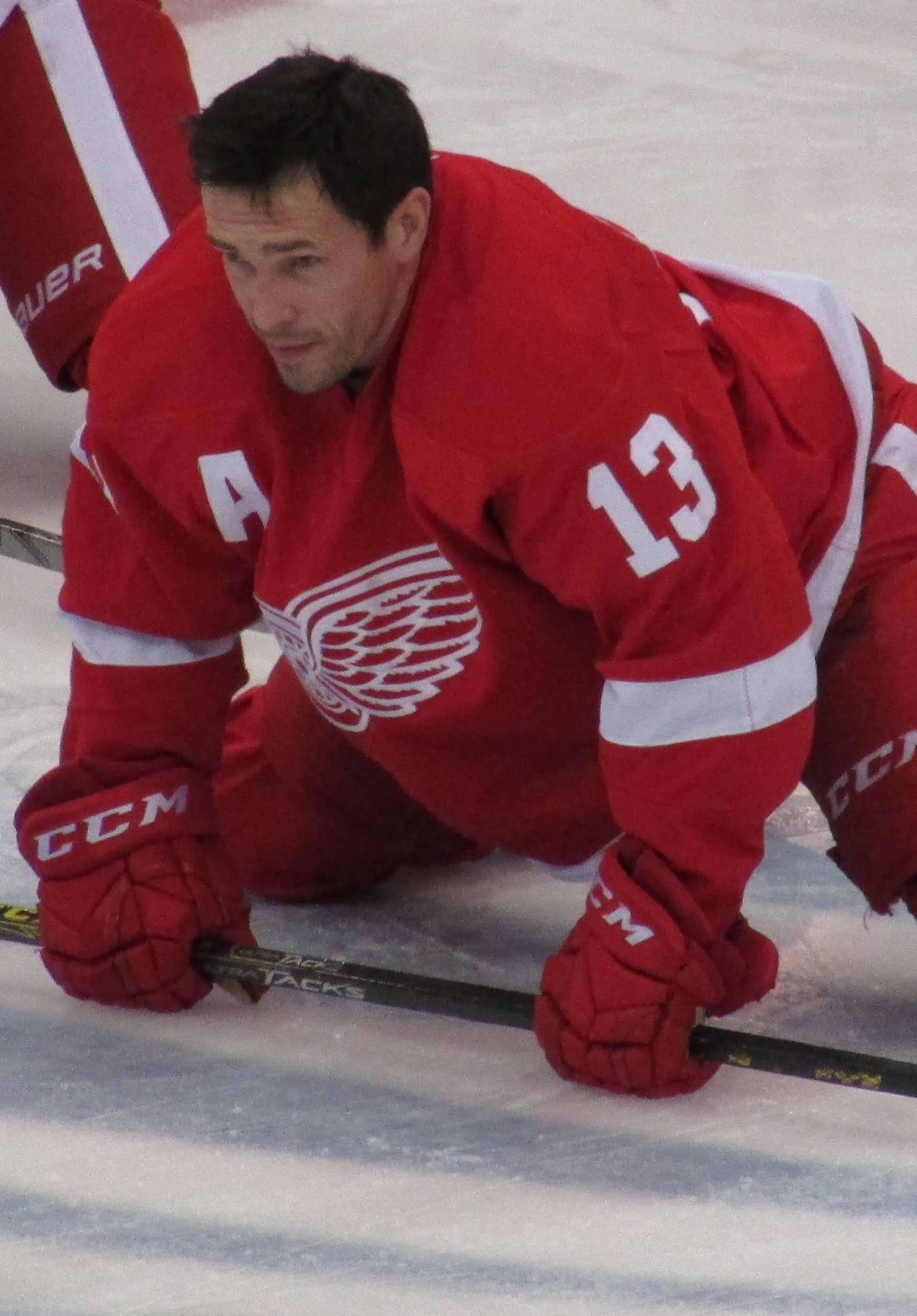
Дацюк в составе «Детройт Ред Уингз» в 2015 году

С 2001 года играл в НХЛ за хоккейный клуб «Детройт Ред Уингз». В начале карьеры Дацюку помогли освоиться в НХЛ известные российские хоккеисты Сергей Фёдоров и Игорь Ларионов, а также капитан «Ред Уингз» Стив Айзерман. В первом сезоне Дацюк играл в звене с молодым Бойдом Деверо и знаменитым ветераном Бреттом Халлом.
Дебютный матч в НХЛ Павел провёл 4 октября 2001 года против «Сан-Хосе Шаркс». Первое очко набрал в своём 8-м матче против «Эдмонтон Ойлерз» 24 октября 2001 года. Первую шайбу забросил в 11-м матче против «Каролины Харрикейнз» 30 октября 2001 года. 26 января 2002 года впервые в карьере набрал три очка (1+2) в одном матче НХЛ в игре против «Сент-Луис Блюз». В 70 матчах регулярного сезона 2001/02 Дацюк набрал 35 очков (11+24). «Ред Уингз» в первый же сезон Дацюка в команде сумели выиграть Кубок Стэнли, переиграв в финале «Каролину Харрикейнз» (4-1). Павел не набрал ни одного очка в финальной серии, но в целом в 21 матче плей-офф набрал 6 очков (3+3).
2 марта 2003 года впервые набрал 4 очка (2+2) в одном матче НХЛ в игре против «Финикс Койотис». 11 января 2007 года набрал 5 очков (1+4) в игре против «Финикса». 12 мая 2008 года сделал хет-трик в ворота «Даллас Старз» в полуфинальной серии Кубка Стэнли.
Четырёхкратный обладатель приза «Леди Бинг Трофи» (2006, 2007, 2008, 2009). Трёхкратный обладатель «Фрэнк Дж. Селки Трофи» — 2008, 2009, 2010.
Играл в трёх матчах всех звёзд НХЛ: 2004, 2008, 2012 и одном матче звёзд КХЛ: 2013.
Во время локаута в НХЛ в сезоне 2004/2005 играл в России за московское «Динамо». В 47 матчах забросил 15 шайб и сделал 17 голевых передач. Стал чемпионом России 2005 года и лучшим хоккеистом плей-офф России 2005 года.
Летом 2005 года Дацюк вёл переговоры с «Детройтом», однако его не устраивала предложенная цена. 4 сентября 2005 года Дацюк подписал полноценный контракт на один год с омским «Авангардом». Однако игрок так и не смог сыграть официально за клуб: «Динамо» оспорило право на игрока. При этом директор по правовой и агентской деятельности «Авангарда» Владимир Сараев заявил, что в «деле Дацюка» на стороне омичей федеральный закон России.
Пока процесс решался в арбитражном комитете ПХЛ, агенту Дацюка удалось заключить выгодный контракт с «Детройтом» сроком на два года и на сумму $7,9 миллионов. После удачного сезона 2006/07, в котором он набрал 87 (27+60) очков, 6 апреля 2007 года Дацюк подписал новый контракт на 7 лет и общую сумму 46,9 млн долларов.
Двукратный обладатель Кубка Стэнли в составе «Детройта»: 2002 и 2008 годов.
Начиная с сезона 2003/04, шесть сезонов подряд лидировал в команде по набранным очкам в регулярном чемпионате.

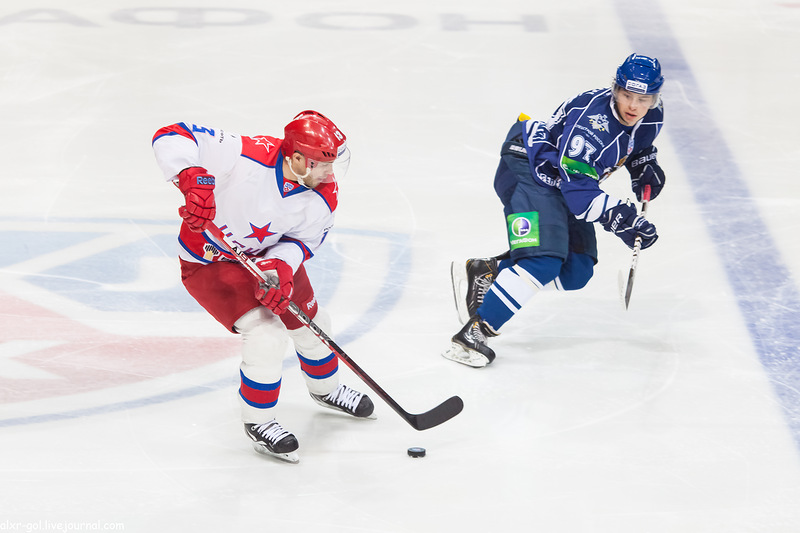
Дацюк (слева) в составе ЦСКА в ноябре 2012 года во время локаута в НХЛ

Начал сезон 2010/11, забив гол, отдав передачу и подравшись в конце матча c Кори Перри, таким образом оформив неофициальный хет-трик Горди Хоу, первый в своей карьере.
29 января 2013 года в матче с «Даллас Старз» набрал 1000-е очко в карьере и 820-е очко в НХЛ (по сумме регулярных сезонов и плей-офф).
18 июня 2013 года продлил контракт с «Детройт Ред Уингз» на три года.
В ноябре 2024 года, по случаю введения его в Зал хоккейной славы, подписал контракт с «Детройт Ред Уингз» на один день, дабы официально закончить карьеру игроком Детройта.

#### Возвращение в Россию
10 апреля 2016 года заявил о намерении покинуть «Детройт» после окончания сезона и завершить карьеру в НХЛ. 18 июня официально объявил о завершении карьеры в НХЛ и о возвращении в Россию. 8 июля подписал двухлетний контракт со СКА и стал капитаном петербургского клуба.
В сезоне КХЛ 2016/17 сыграл 44 матча, в которых набрал 34 очка. В плей-офф в третьем матче второго раунда против московского «Динамо» получил травму и пропустил оставшиеся игры сезона и чемпионат мира 2017 года. СКА уверенно выиграл во всех сериях плей-офф, и Павел стал обладателем Кубка Гагарина.
1 мая 2019 года объявил об уходе из петербургского СКА в связи с окончанием контракта.
5 июня 2019 года подписал однолетний контракт с екатеринбургским «Автомобилистом». В сезоне 2019/20 41-летний Дацюк сыграл в 43 из 62 матчей «регулярки» и набрал 22 очка (5+17) при показателе полезности «+12», проводя в среднем на льду 16 минут и 10 секунд. 16 января 2020 года набрал 3 очка (1+2) в победном матче против «Салавата Юлаева» (4:2). «Автомобилист» занял 4-е место в Восточной конференции КХЛ. Дацюк пропустил первый матч серии плей-офф против «Сибири», вернувшись на лёд во второй игре. «Автомобилист» проиграл серию 1-4, а Дацюк в 4 матчах набрал 4 (2+2) очка. В последнем матче 10 марта Павел забросил единственную шайбу своей команды (1:2)
10 июля 2020 года продлил контракт с «Автомобилистом» сроком на один год.
Перед сезоном 2020/21 был назначен капитаном «Автомобилиста». 3 сентября 2020 года в первом матче сезона КХЛ 42-летний Дацюк сделал две результативные передачи и помог «Автомобилисту» обыграть в гостях «Трактор» (3:1). 17 сентября набрал три очка (1+2) в матче с «Куньлунем» (5:2). В сентябре набирал очки в 9 матчах подряд — 12 очков (3+9). 11 октября набрал три очка (2+1) в домашней игре против «Трактора» (3:1), забросив две шайбы в одном матче впервые с 12 октября 2018 года. В первых 15 матчах сезона набрал 18 очков (5+13), забросив столько же шайб, сколько за весь предыдущий сезон в 43 матчах. Всего по итогам сезона набрал 35 очков (12+23) в 51 матче. В плей-офф «Автомобилист» встретился с «Авангардом» и уступил в серии 1-4. Дацюк сыграл все пять матчей. В четвёртом матче 8 марта в Екатеринбурге сделал две передачи, но «Автомобилист» проиграл во втором овертайме 3:4 после гола Ильи Ковальчука. В пятом матче серии 10 марта на арене «Балашиха» екатеринбургский клуб проиграл 1:3, счёт на шестой минуте первого периода в большинстве открыл Дацюк. Это был последний матч и последняя шайба в карьере Павла, которому на тот момент было 42 года и 7 месяцев.
В сезоне 2021/22 не выступал. В конце февраля 2022 года главный тренер «Автомобилиста» Николай Заварухин заявил, что Дацюк пока не завершил карьеру. Официально объявил о завершении карьеры только 26 июня 2024 года, когда его ввели в Зал хоккейной славы в Торонто.

### Карьера в сборной России
Выступал за сборную России на 7 чемпионатах мира, завоевав 4 медали:
- 2001 Германия — 6-е место (7 матчей, 0+4),
- 2003 Финляндия — 7-е место (7 матчей, 1+4),
- 2005 Австрия — бронза (9 матчей, 3+4),
- 2010 Германия — серебро (6 матчей, 6+1), лучший нападающий, включён в символическую сборную,
- 2012 Швеция / Финляндия — золото (10 матчей, 3+4),
- 2016 Россия — бронза (10 матчей, 1+10),
- 2018 Дания — 6-е место (7 матчей, 2+8).

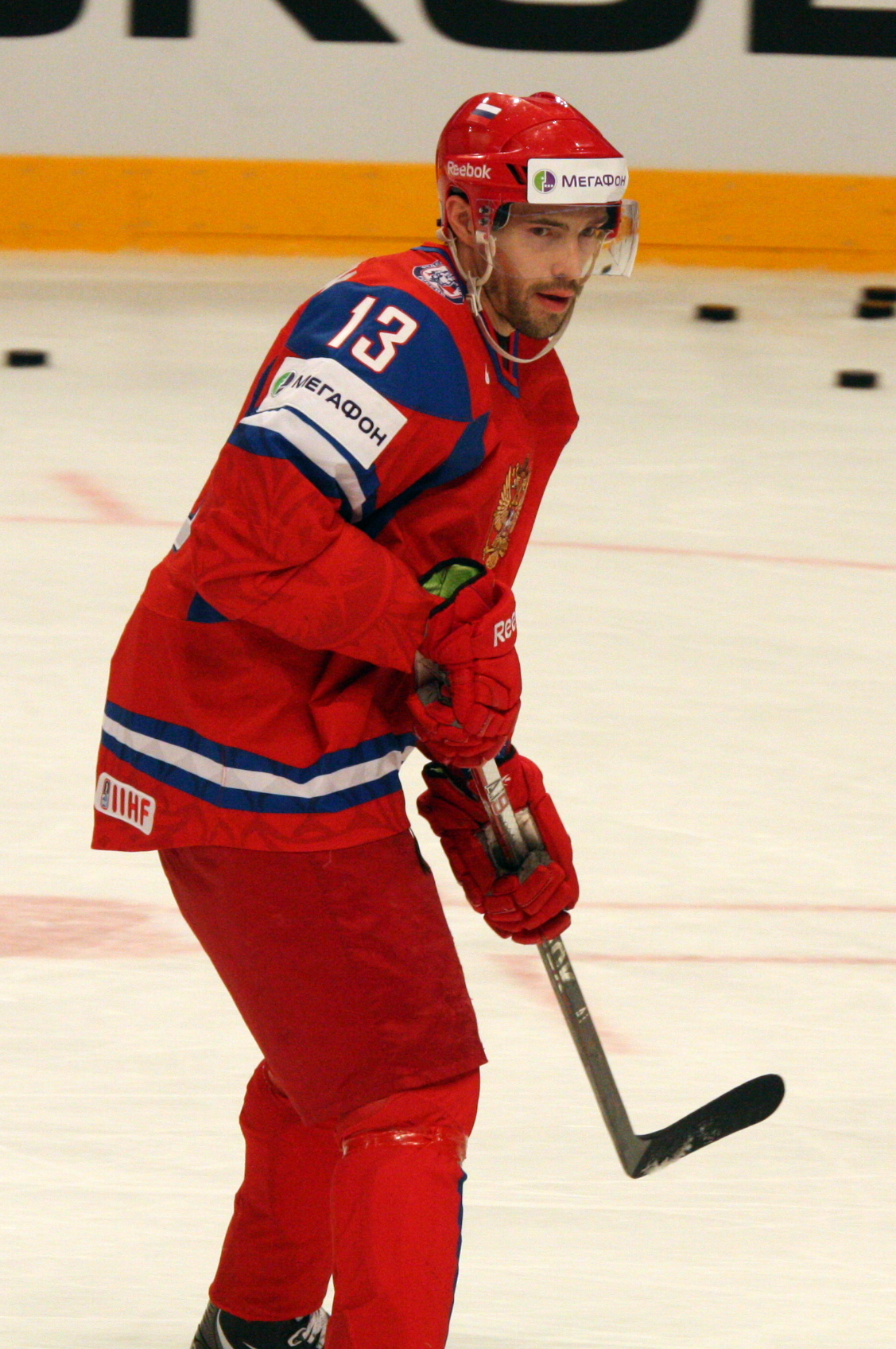
Дацюк на чемпионате мира 2012 года

В 2012 году завоевал в составе сборной России золотые медали на чемпионате мира, забив в финале одну из шайб.
Играл за сборную России на Кубке мира 2004 года — 4 матча, одна заброшенная шайба. На Кубке мира 2016 года сыграл два матча (0+2).
Бронзовый призёр Олимпийских игр 2002 года (6 игр, 1+2).
В 2006 году был в составе сборной России на Олимпийских играх в Турине (8 матчей, 1+7).
Выступал в составе сборной России в 2010 году на Олимпийских играх в Ванкувере (4 матча, 1+2).
В 2014 году был назначен капитаном сборной России на зимних Олимпийских играх в Сочи. На турнире в пяти матчах набрал 6 очков (2+4), Россия не попала в полуфинал, уступив финнам.

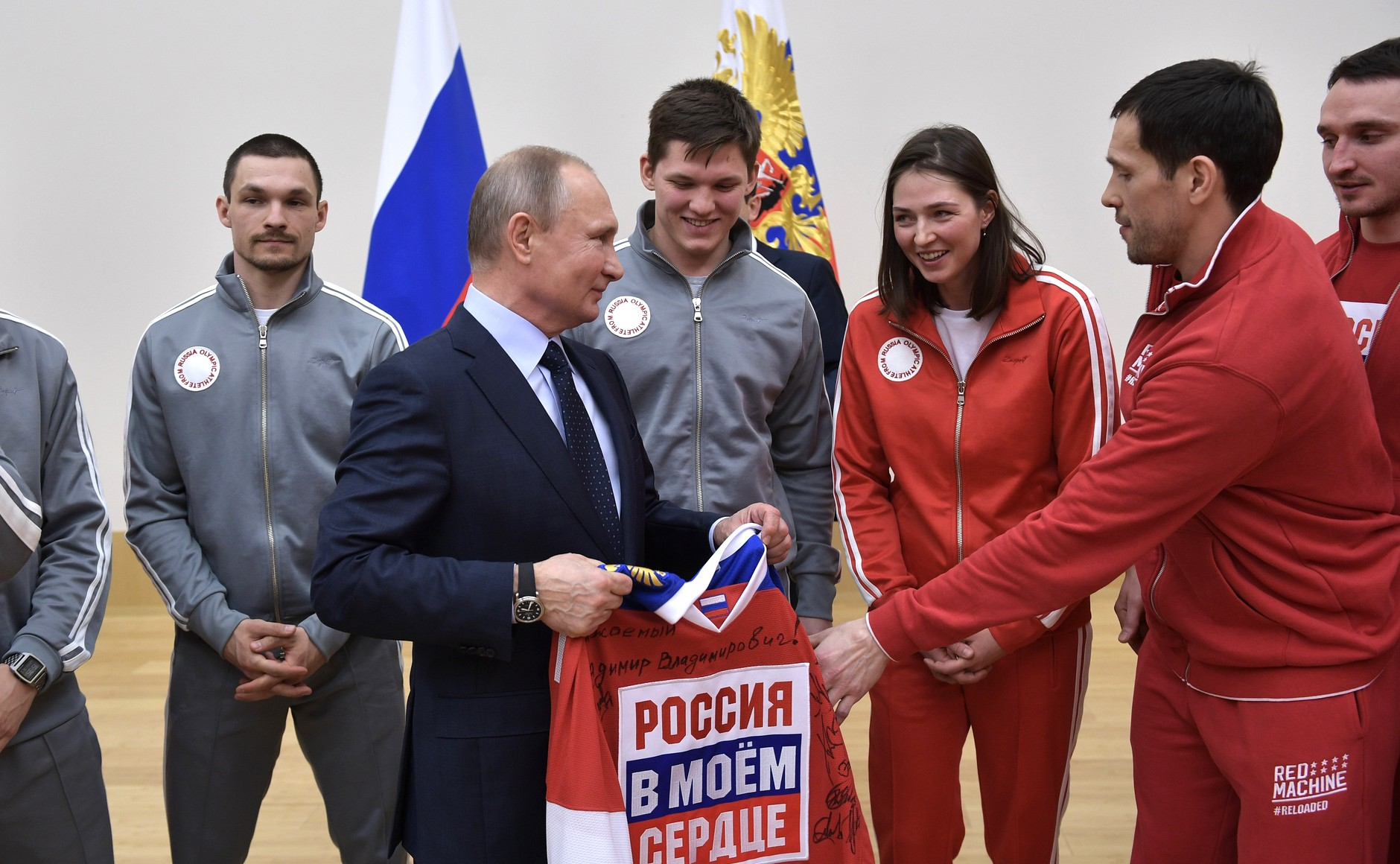
Дацюк вручает Владимиру Путину свитер с автографами игроков и символикой «Россия в моём сердце», 31 января 2018 года

В 2018 году был назначен капитаном хоккейной сборной на Олимпийских играх в Пхёнчхане. 25 февраля 2018 года Дацюк стал олимпийским чемпионом и вошёл в «Тройной золотой клуб». Также он побил рекорд по общему показателю полезности за время выступления на Олимпийских играх, превзойдя достижение защитника сборной Чехии Бедржиха Щербана.
Всего Павел Дацюк принял участие в пяти зимних Олимпиадах, провёл на них 29 матчей и набрал 26 (5+21) очков при показателе полезности «+22». Он является рекордсменом сборной России по количеству передач и очков на Олимпийских играх, а по количеству игр делит первое место с Ильёй Ковальчуком.

## Стиль игры
Дацюк известен своей незаурядной техникой владения клюшкой и высоким игровым мышлением. Также Павел, не обладая с виду достаточными габаритами, очень силен в единоборствах. Павел известен фирменным приёмом — «обкрадывание» защитника в чужой зоне. Павел очень хорошо играет в обороне и обладает поставленным резким кистевым броском и броском с неудобной руки, что осложняет работу вратарей.

## Личная жизнь
Со своей первой женой Светланой познакомился в Екатеринбурге, когда ему было 18 лет. Они поженились спустя три года. В 2002 году у них родилась дочь Елизавета. В 2010 году брак распался. В 2012 году женился повторно, вторую жену зовут Мария. В 2014 году у пары родилась дочь Василиса. 12 февраля 2017 года родился сын Павел.
Активно поддерживает схимонаха Сергия (Романова).

## Награды и достижения

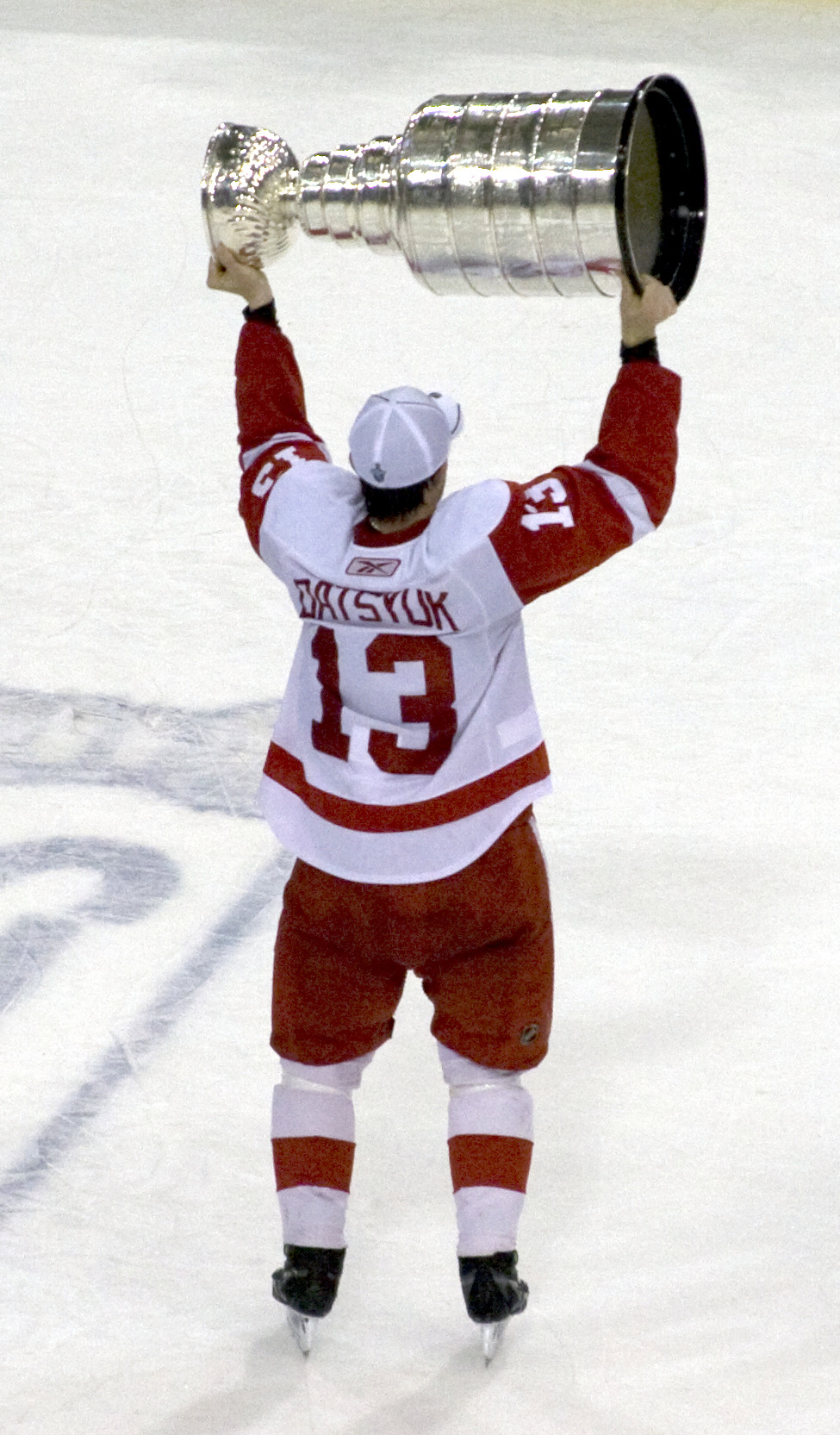
Павел Дацюк со своим вторым Кубком Стэнли, выигранным в 2008 году

### Командные

#### НХЛ
| Год                    | Команда           | Достижение                          |
| ---------------------- | ----------------- | ----------------------------------- |
| 2002, 2008             | Детройт Ред Уингз | Обладатель Кубка Стэнли             |
| 2002, 2008, 2009       | Детройт Ред Уингз | Обладатель Приза Кларенса Кэмпбелла |
| 2002, 2004, 2006, 2008 | Детройт Ред Уингз | Обладатель Президент Трофи          |

#### Российская Суперлига
| Год  | Команда       | Достижение     |
| ---- | ------------- | -------------- |
| 2005 | Динамо Москва | Чемпион России |

#### КХЛ
| Год  | Команда | Достижение                |
| ---- | ------- | ------------------------- |
| 2017 | СКА     | Обладатель Кубка Гагарина |

#### В сборной
| Год        | Команда                          | Достижение                              |
| ---------- | -------------------------------- | --------------------------------------- |
| 2002       | Сборная России                   | Бронзовый призёр зимних Олимпийских игр |
| 2005, 2016 | Сборная России                   | Бронзовый призёр чемпионата мира        |
| 2010       | Сборная России                   | Серебряный призёр чемпионата мира       |
| 2012       | Сборная России                   | Чемпион мира                            |
| 2012       | Сборная России                   | Обладатель Кубка Первого канала         |
| 2018       | Олимпийские спортсмены из России | Олимпийский чемпион                     |

### Личные

#### НХЛ
| Год                    | Команда           | Достижение                                    |
| ---------------------- | ----------------- | --------------------------------------------- |
| 2002                   | Детройт Ред Уингз | Участник матча молодых звёзд НХЛ              |
| 2009                   | Детройт Ред Уингз | Попадание во вторую символическую сборную НХЛ |
| 2004, 2008, 2009, 2012 | Детройт Ред Уингз | Участник матча всех звёзд                     |
| 2006, 2007, 2008, 2009 | Детройт Ред Уингз | Обладатель Леди Бинг Трофи                    |
| 2008, 2009, 2010       | Детройт Ред Уингз | Обладатель Фрэнк Дж. Селки Трофи              |
| 2008                   | Детройт Ред Уингз | Обладатель НХЛ плюс/минус Эворд               |

#### Российская Суперлига
| Год  | Команда       | Достижение                       |
| ---- | ------------- | -------------------------------- |
| 2005 | Динамо Москва | Обладатель Золотой клюшки        |
| 2005 | Динамо Москва | Обладатель приза Мастер плей-офф |

#### КХЛ
| Год  | Команда | Достижение                |
| ---- | ------- | ------------------------- |
| 2013 | ЦСКА    | Участник матча всех звёзд |

#### В сборной
| Год  | Команда        | Достижение                                        |
| ---- | -------------- | ------------------------------------------------- |
| 2010 | Сборная России | Лучший нападающий чемпионата мира                 |
| 2010 | Сборная России | Попадание в символическую сборную чемпионата мира |
| 2018 | ОСР            | Попадание в символическую сборную Олимпийских игр |

#### Другие
| Год        | Команда           | Достижение                |
| ---------- | ----------------- | ------------------------- |
| 2011, 2013 | Детройт Ред Уингз | Обладатель Харламов Трофи |
| 2024       | Детройт Ред Уингз | Член Зала хоккейной славы |

Единственный хоккеист в мире, который является чемпионом мира, обладателем Кубка Стэнли, обладателем Кубка Гагарина и олимпийским чемпионом.

## Статистика
| Легенда | Легенда                    | Легенда | Легенда                   | Легенда | Легенда    |
| ------- | -------------------------- | ------- | ------------------------- | ------- | ---------- |
| И       | Количество проведённых игр | Штр     | Штрафное время            | +/−     | Плюс-минус |
| Г       | Голы                       | П       | Голевые передачи          | О       | Очки       |
| -       | Статистика неизвестна      | —       | Статистика не учитывалась |         |            |

### Клубная карьера
- b В «Регулярном сезоне» учитывается статистика игрока совместно с Переходным турниром.

## Государственные награды
- Орден Дружбы (27 февраля 2018 года) — за высокие спортивные достижения на XXIII Олимпийских зимних играх 2018 года в городе Пхенчхане (Республика Корея), проявленные волю к победе, стойкость и целеустремленность[52].
- Заслуженный мастер спорта России (2012)[5]
- Почётный гражданин Екатеринбурга (2018)[53].